# Takeley
Takeley è un villaggio e parrocchia civile dell'Inghilterra, appartenente alla contea dell'Essex.